# Nacht des offenen Denkmals
Als Nacht des offenen Denkmals oder auch als Lange Nacht des offenen Denkmals werden einzelne Veranstaltungen bezeichnet, bei denen an einem bestimmten Abend in einer Gemeinde oder einer Stadt sonst nicht zugängliche Kulturdenkmale für die Öffentlichkeit geöffnet werden und zur Besichtigung offen stehen. Nach dem Vorbild der Langen Nacht der Museen gibt es in den Denkmalen oft zusätzlich Aufführungen, Lesungen oder Ausstellungen. Die Veranstaltungen finden zeitnah zum Tag des offenen Denkmals statt, der immer auf den zweiten Sonntag im September fällt, unterscheiden sich aber von diesem sowohl durch das zusätzliche Kulturprogramm als auch durch ihre Beschränkung auf wenige Orte.

## Deutschland

### Lange Nacht des offenen Denkmals in Stralsund
Die Lange Nacht des offenen Denkmals in Stralsund fand von 2002 bis 2017 meist am 1. Samstag im September statt, zuletzt aber am Vorabend des Tags des offenen Denkmals. Im Jahr der ersten Veranstaltung wurde die Stralsunder Altstadt gemeinsam mit der Altstadt Wismars in das UNESCO-Weltkulturerbe aufgenommen. Die Lange Nacht des offenen Denkmals wurde von der Tourismuszentrale der Hansestadt Stralsund organisiert und war die erste derartige Veranstaltungsreihe in Deutschland. Für den Besuch der Denkmale und der dort stattfindenden kulturellen Ereignisse musste ein Bändchen als Ticket erworben werden. Nach einem fortschreitenden Besucherrückgang wurde die Denkmalnacht im Jahr 2018 ausgesetzt, um das Konzept zu überprüfen. Am Termin fand in diesem Jahr stattdessen als neue Veranstaltung die Stralsunder Museumsnacht statt, bei dem verschiedene Museen und Kultureinrichtungen in der Stadt kostenfrei zu besuchen waren.

### Nacht des offenen Denkmals in Baden-Württemberg
Die Nacht des offenen Denkmals findet seit 2011 auch in Baden-Württemberg statt. Anders als in Stralsund wechselt der Veranstaltungsort jährlich. Die Denkmalnacht findet stets am Vorabend des Tags des offenen Denkmals statt. Erstmals wurde sie von der Stadt Riedlingen nach Anregungen durch die Landesdenkmalpflege im Regierungspräsidium Tübingen organisiert und durchgeführt. Die folgenden Veranstaltungsorte lagen bis 2014 nur in diesem Regierungsbezirk. Seit der Nacht des offenen Denkmals in Tübingen 2014 findet gleichzeitig die landesweite Eröffnung des Tags des offenen Denkmals im Bundesland statt. Als Veranstalter treten heute die Landesdenkmalpflege Baden-Württemberg und die Veranstaltungsgemeinde gemeinsam auf. Nach dem Muster der Tagesveranstaltungen müssen keine Eintrittsgelder entrichtet werden.

#### Veranstaltungsorte der Nacht des offenen Denkmals in Baden-Württemberg
- 2011 Riedlingen
- 2012 Ulm mit Neu-Ulm
- 2013 Reutlingen
- 2014 Tübingen
- 2015 Eppingen
- 2016 Schwetzingen
- 2017 Schwäbisch Hall
- 2018 Freiburg im Breisgau
- 2019 Ulm
- 2020 digital
- 2021 Meersburg
- 2022 Esslingen
- 2023 Baden-Baden
- 2024 Schwäbisch Gmünd